# Nils Ohlson
Nils Ohlson (23 de enero de 1910 - 21 de enero de 1970) fue un actor e intérprete de revista de nacionalidad sueca.

## Biografía
Su verdadero nombre era Nils Gustav Ohlsson, y nació en Spånga, Estocolmo (Suecia). Ohlson fue uno de los miembros originales del trío cómico Tre Knas, formado en 1942, y que actuó en el Casinoteatern en 1946. Fue sustituido en 1948 por Curt Åström. 
Nils Ohlson falleció en Estocolmo en 1970. Fue enterrado en el Cementerio Norra begravningsplatsen de esa ciudad.

## Filmografía (selección)
- 1948 : Loffe som miljonär
- 1950 : Stjärnsmäll i Frukostklubben
- 1950 : Loffe blir polis
- 1951 : 91 Karlssons bravader
- 1954 : Sju svarta "Be-Hå"
- 1956 : Suss gott
- 1957 : Nattens ljus
- 1959 : 91:an Karlsson muckar (tror han)
- 1959 : Guldgrävarna
- 1962 : En nolla för mycket